# قائمة المساجد في ولاية الجزائر
تحتوي ولاية الجزائر على المئات من المساجد الموزعة على 57 بلدية.
هذه المساجد تتبع وصاية مديرية الشؤون الدينية والأوقاف لولاية الجزائر.

## بولوغين

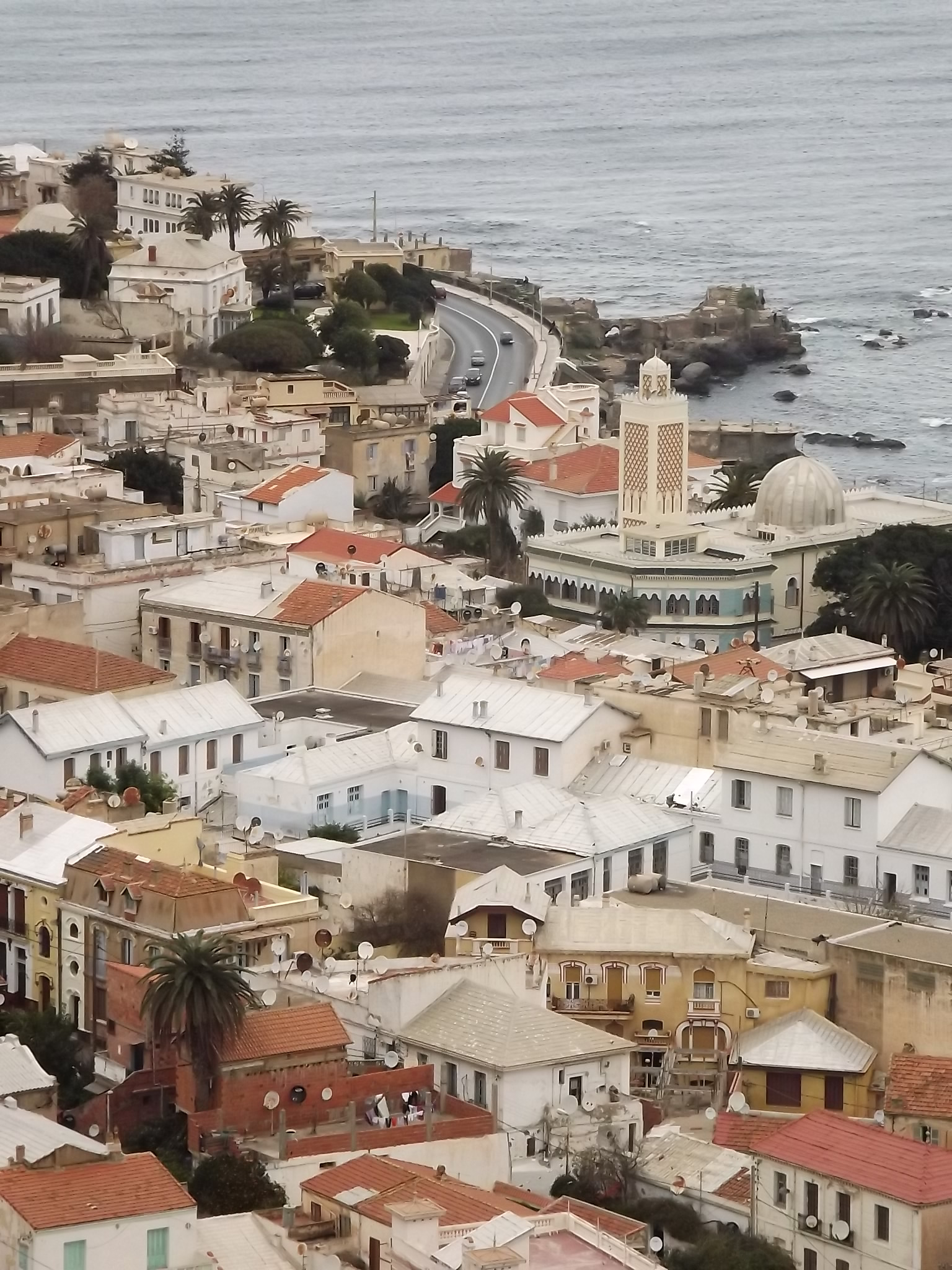
مسجد الأمة

## القصبة

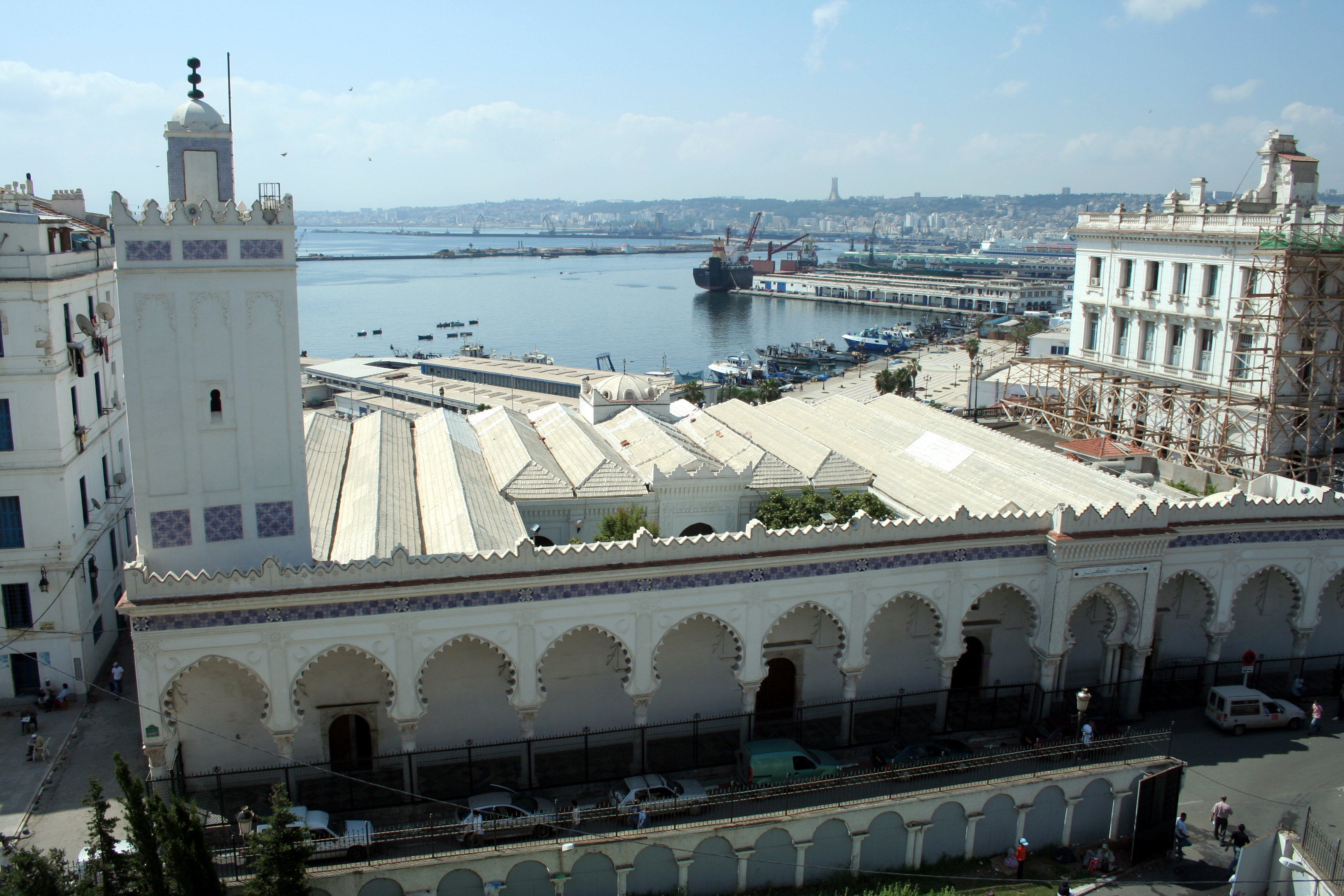
الجامع الكبير
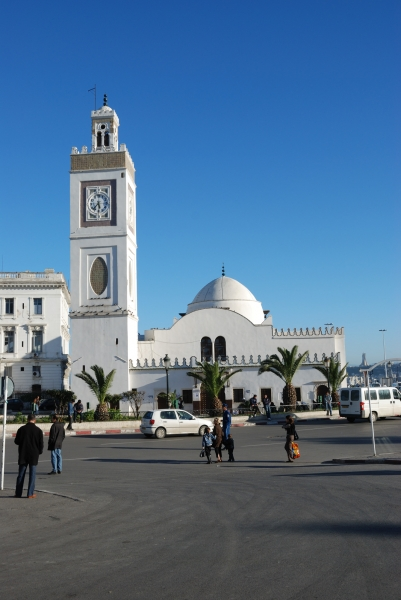
الجامع الجديد
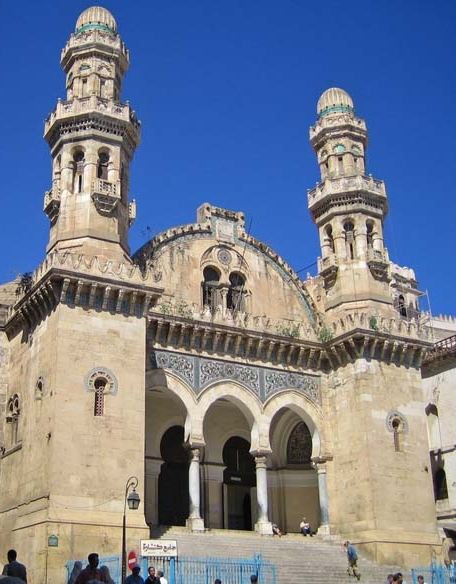
جامع كتشاوة
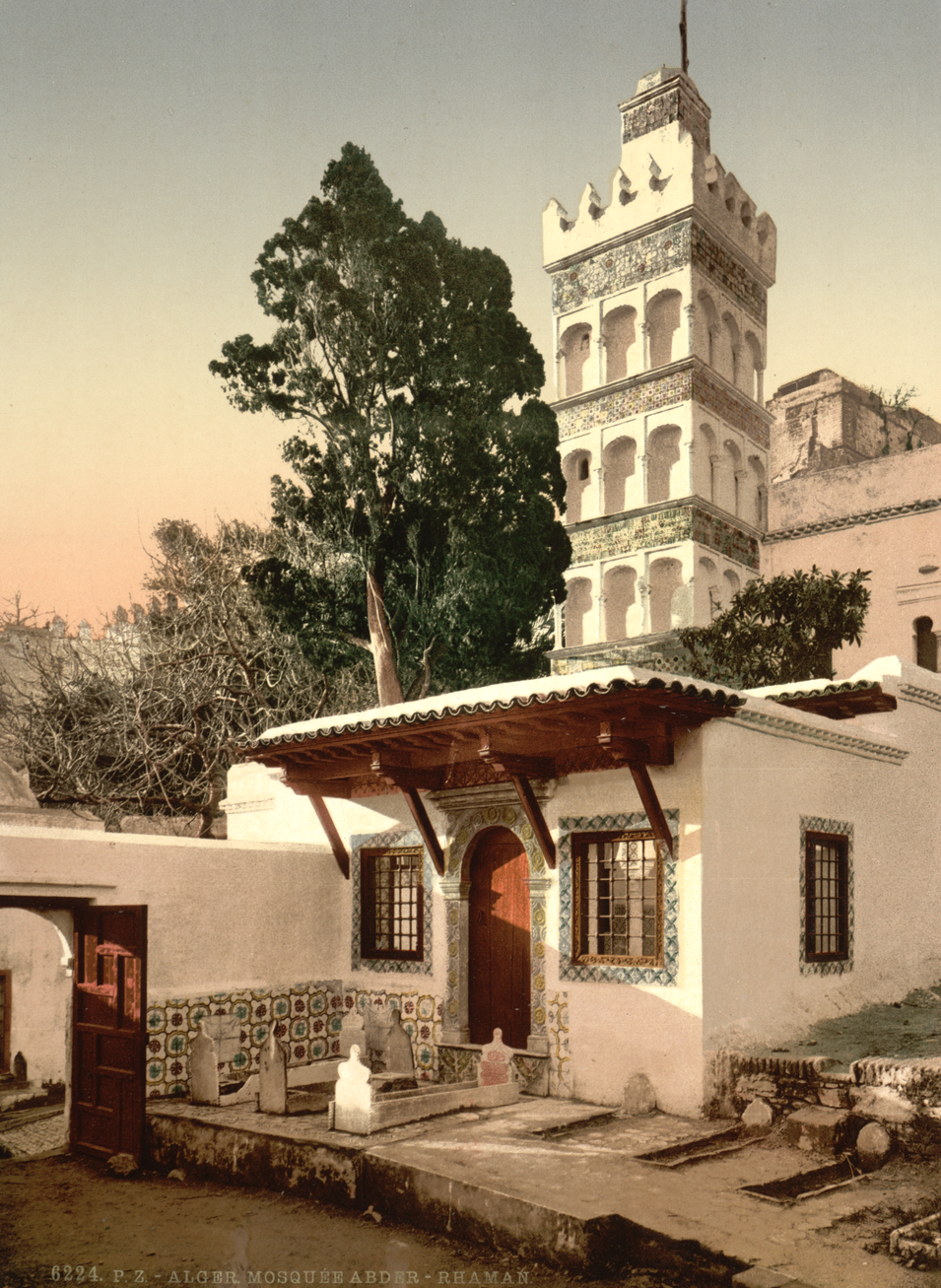
مسجد سيدي عبد الرحمن الثعالبي
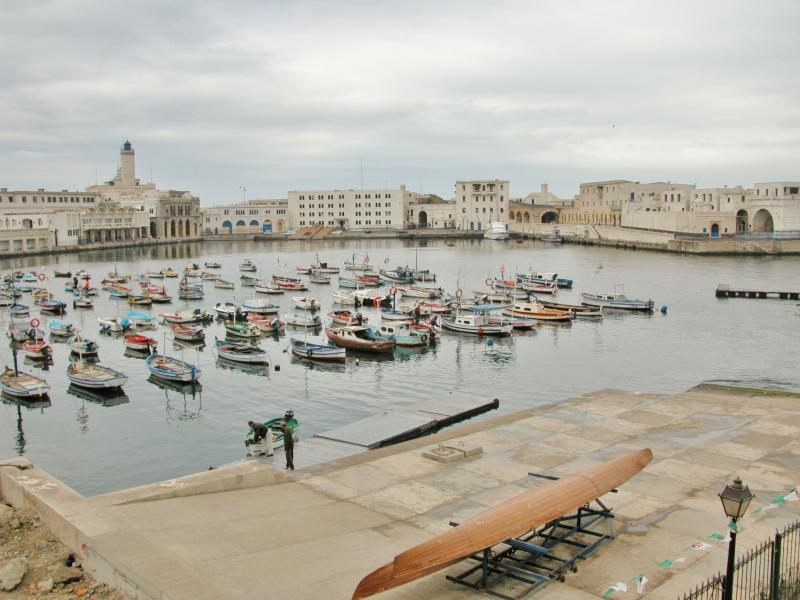
مسجد سيدي إبراهيم السلامي البحري
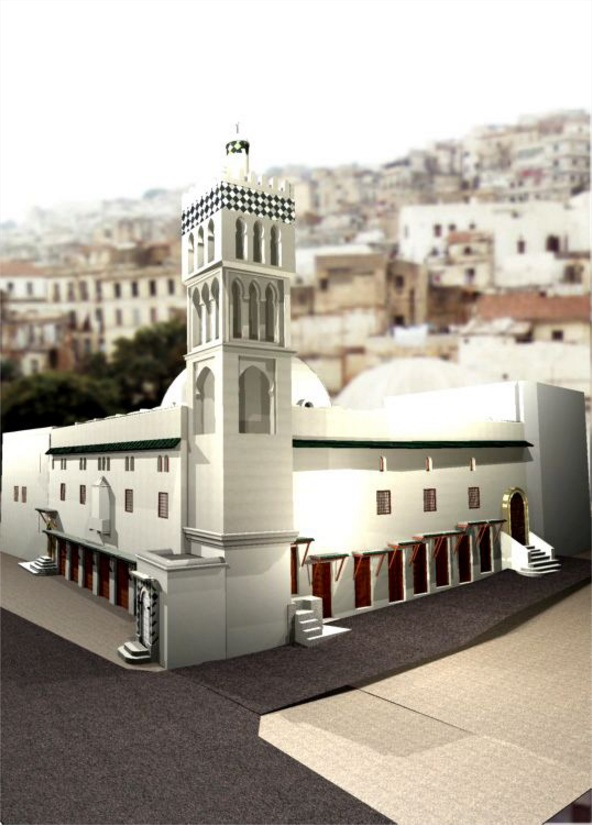
مسجد علي بتشين
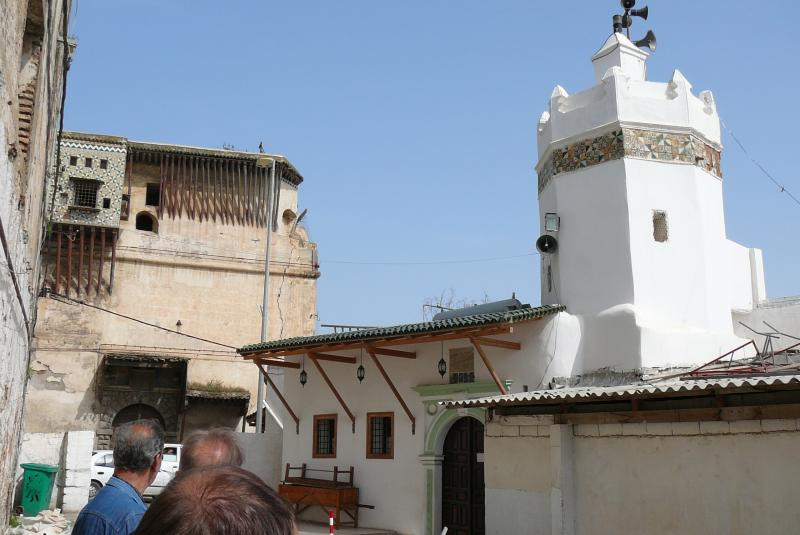
مسجد براني
مسجد سفير
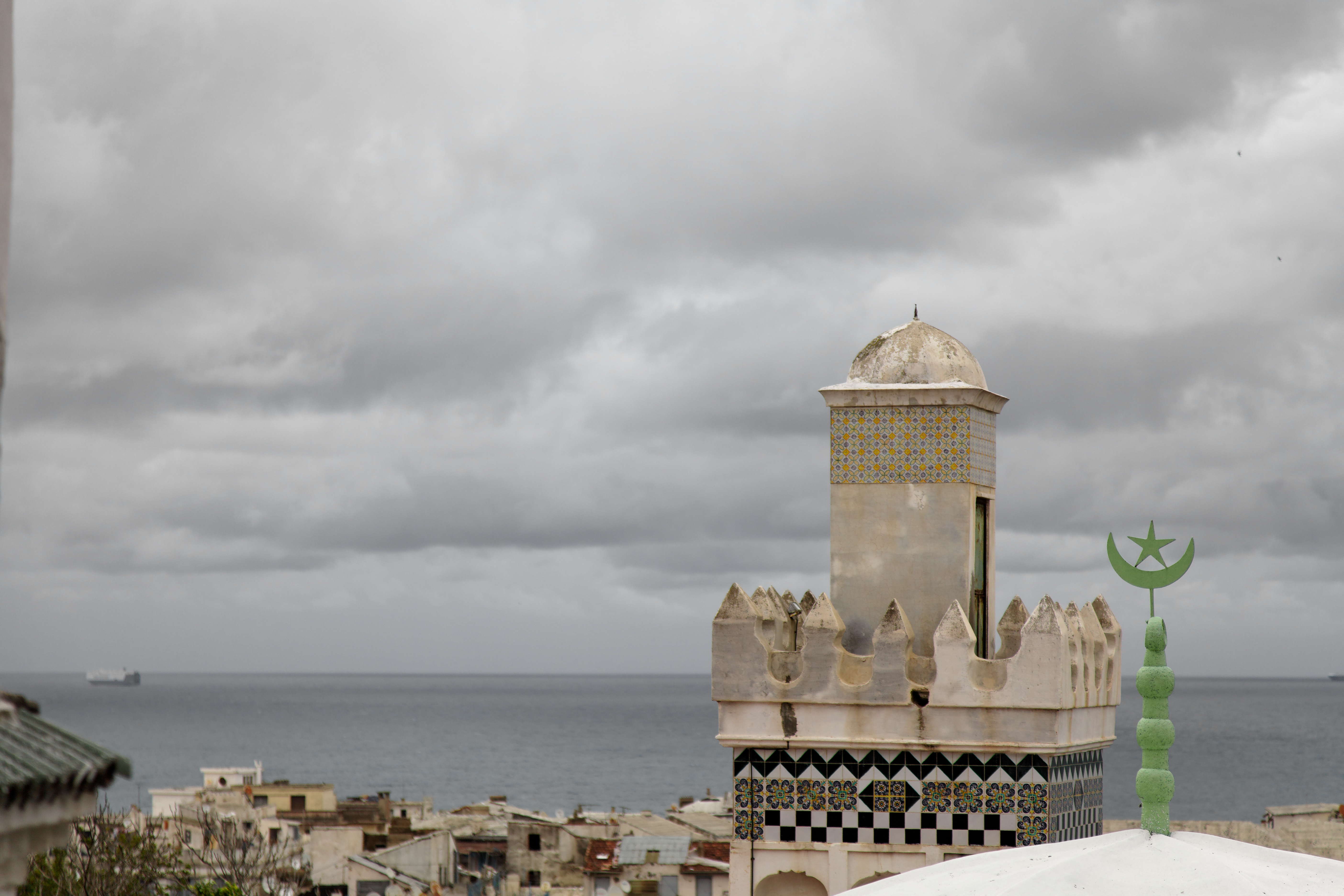
مسجد سيدي رمضان

## بلوزداد

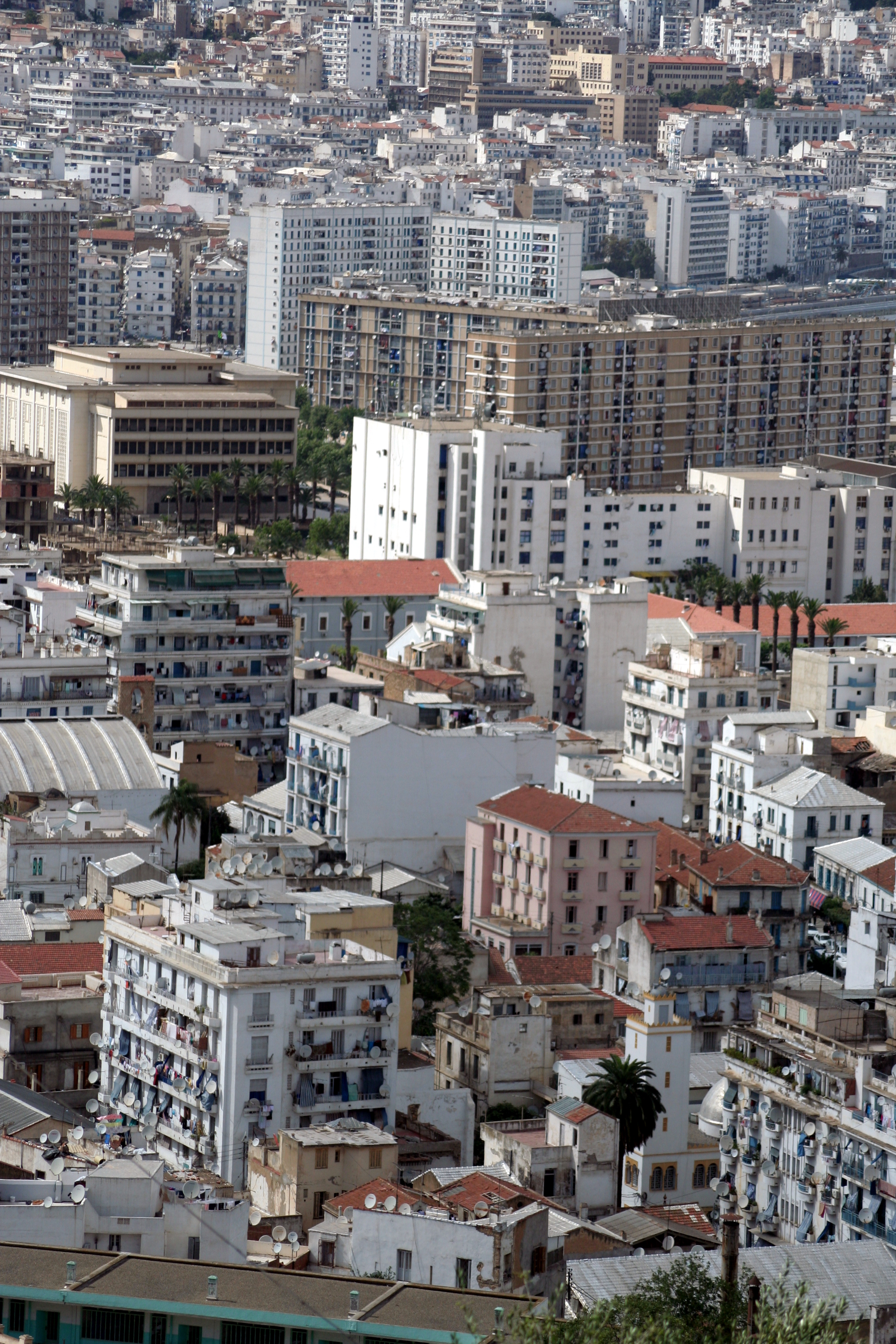
مسجد بلوزداد

مسجد سيدي أمحمد بوقبرين

## الأبيار

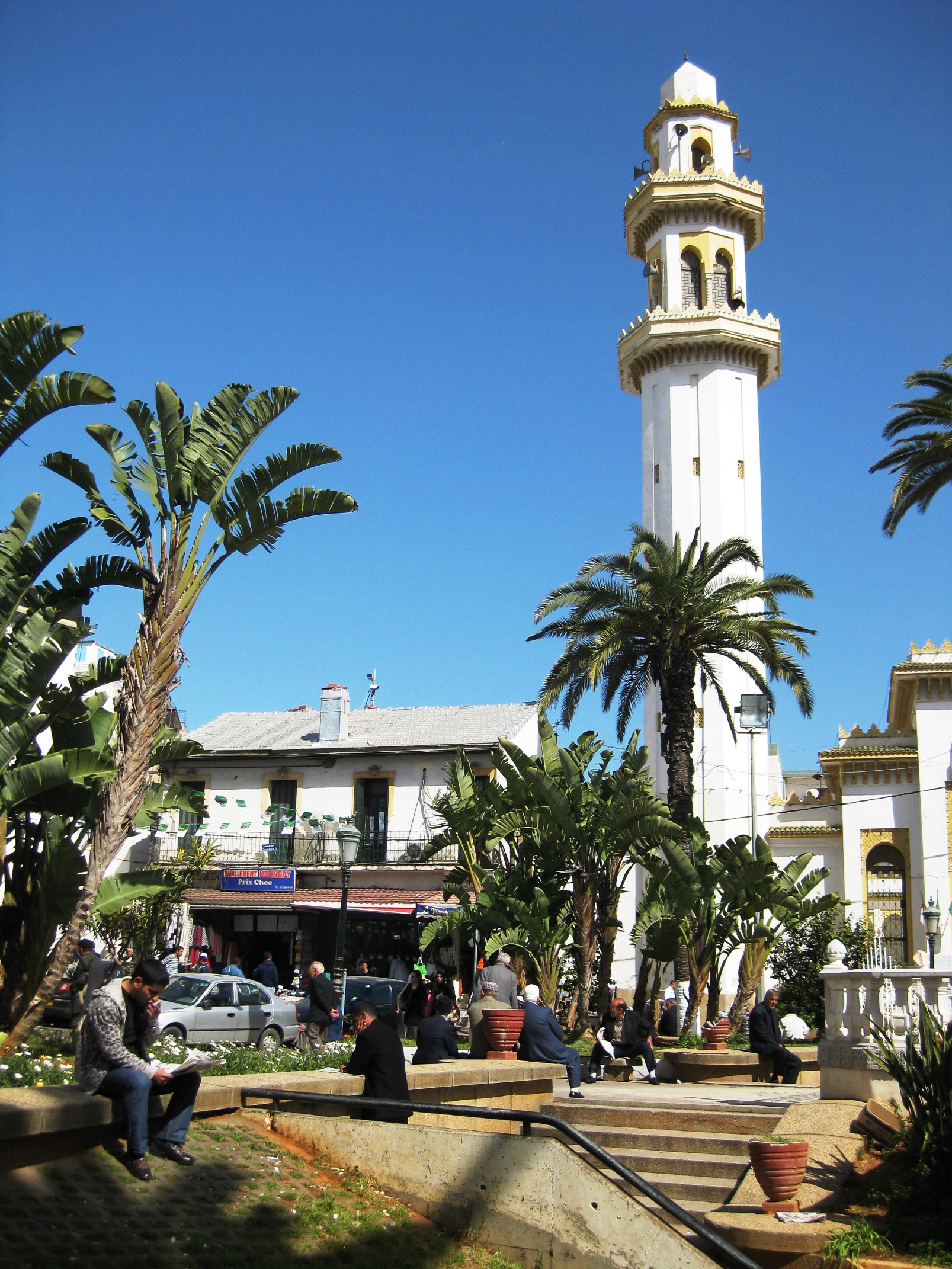
مسجد الأبيار

## الجزائر الوسطى

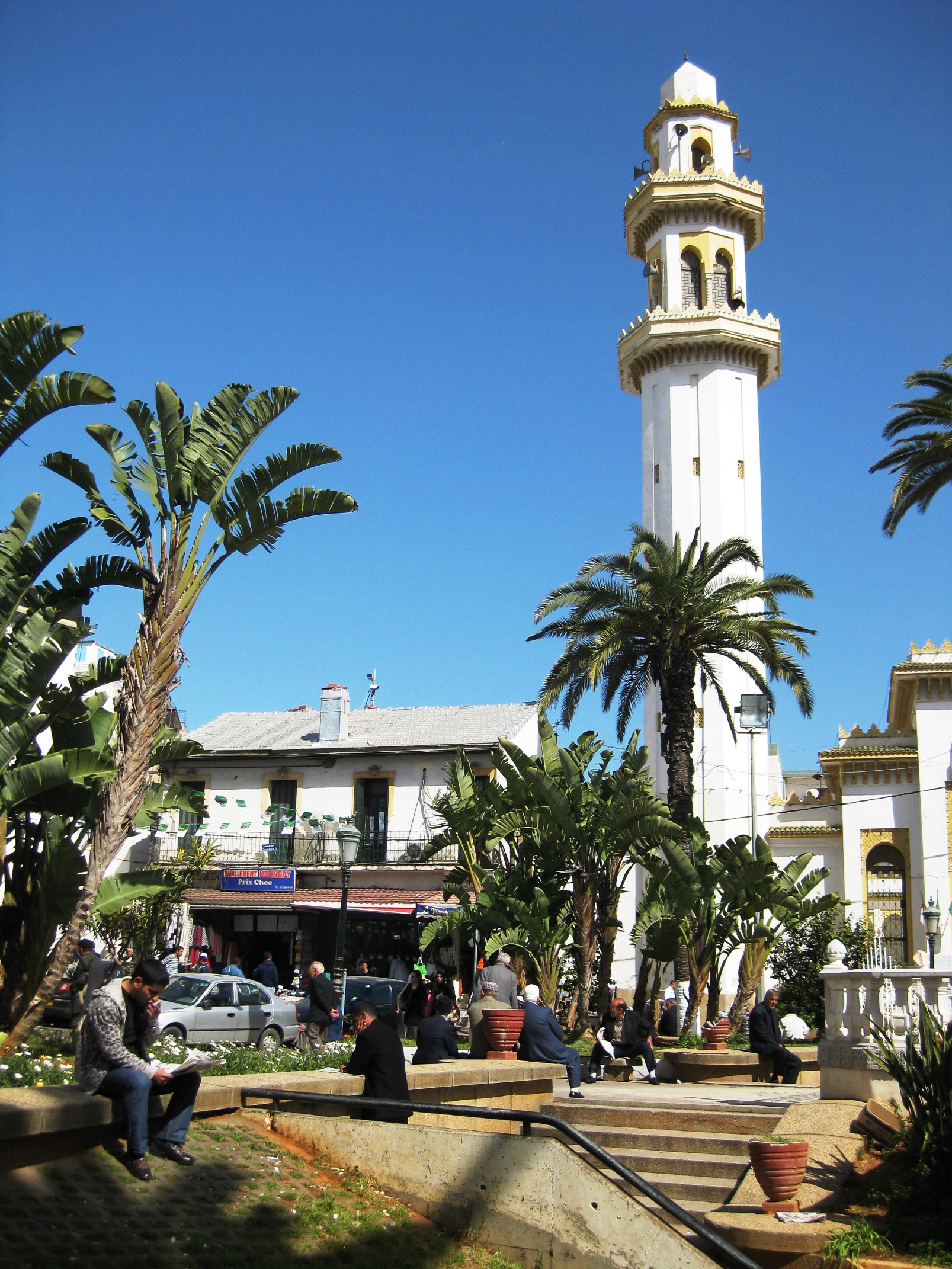
مسجد عمر بن الخطاب
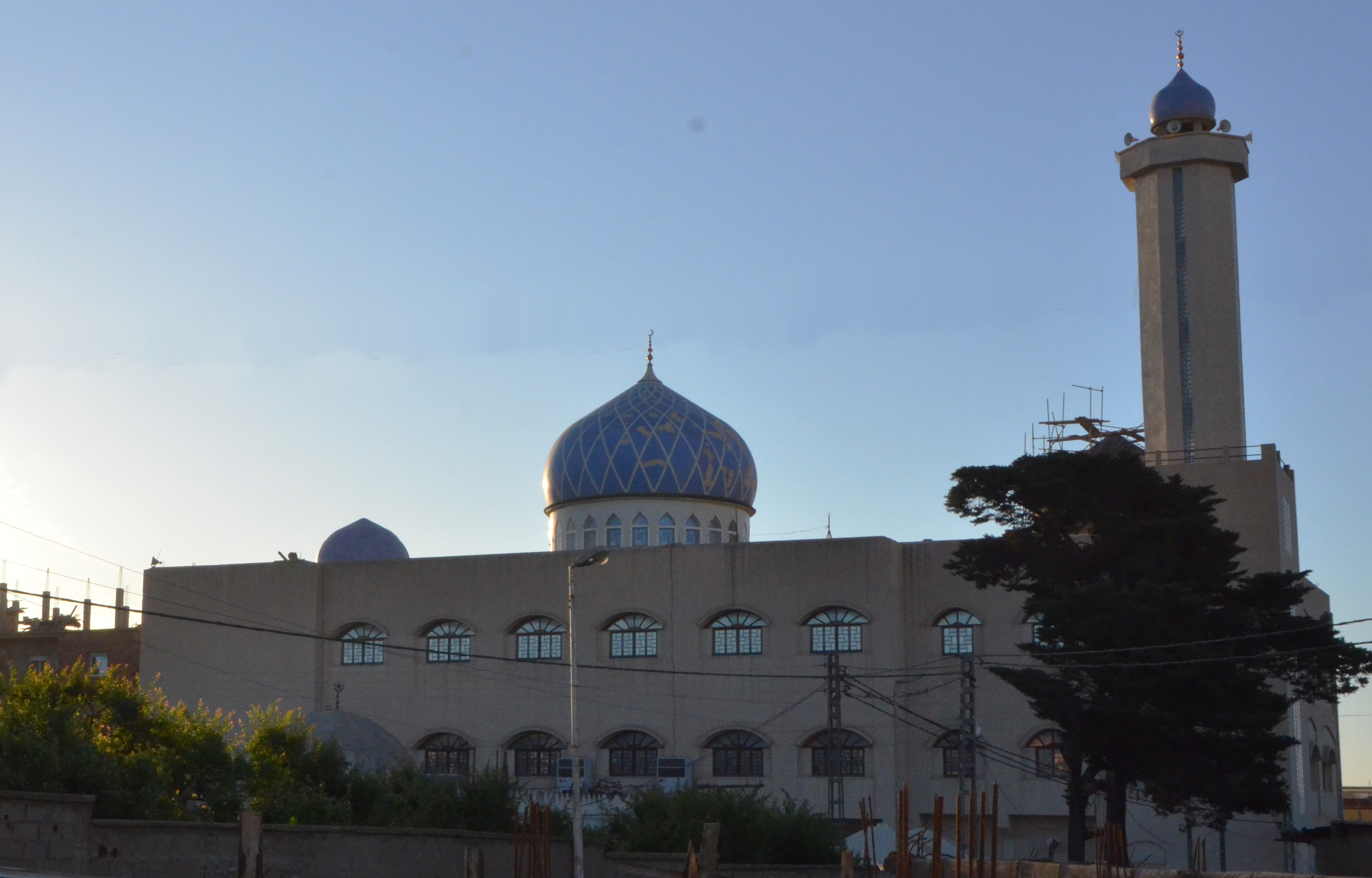
مسجد عبد الحميد بن باديس
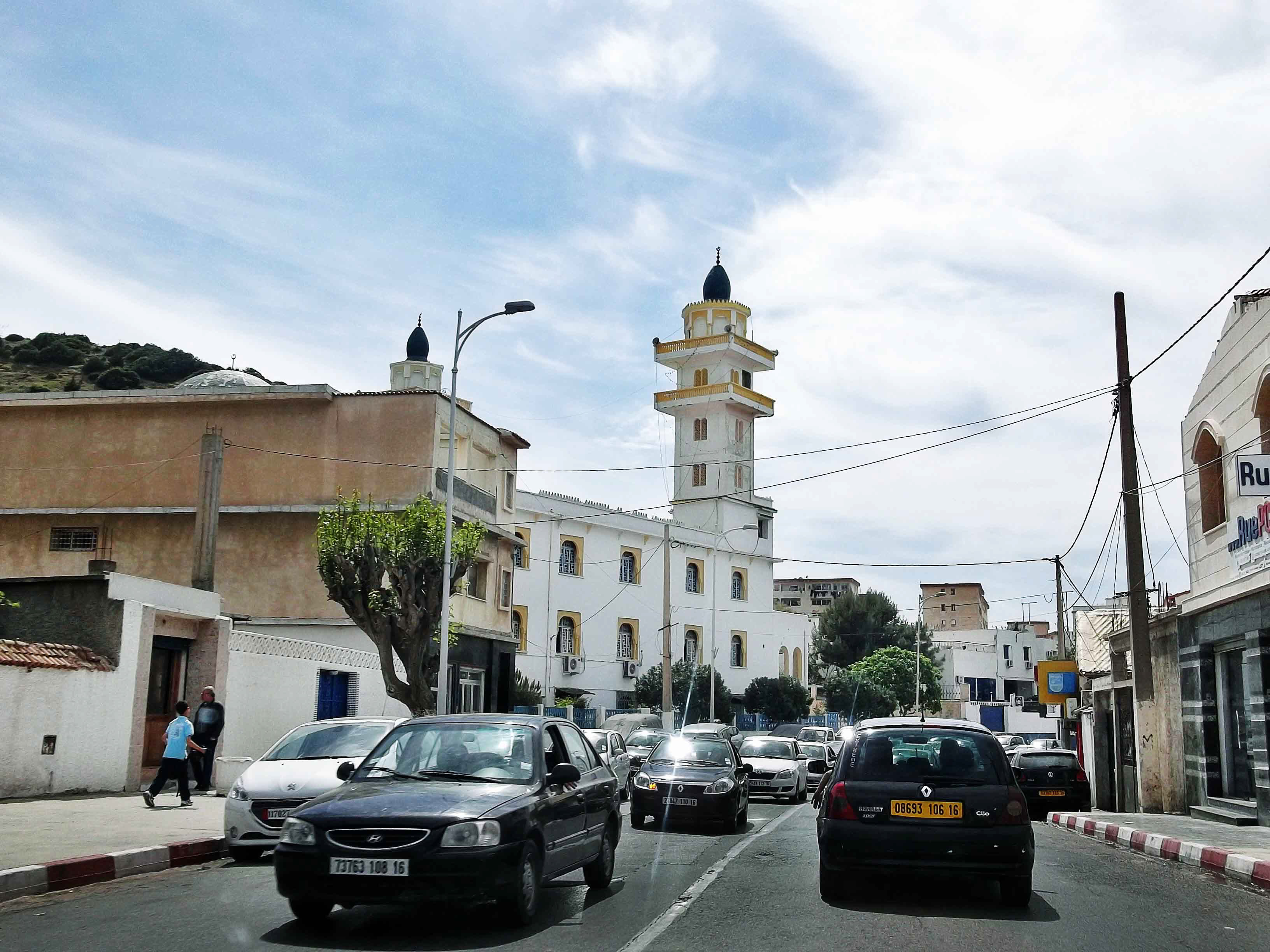
مسجد الفضيل الورتيلاني
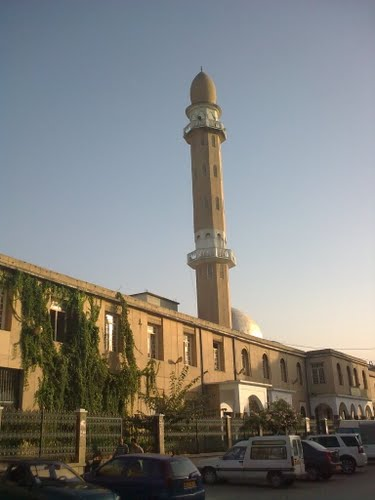
مسجد النور
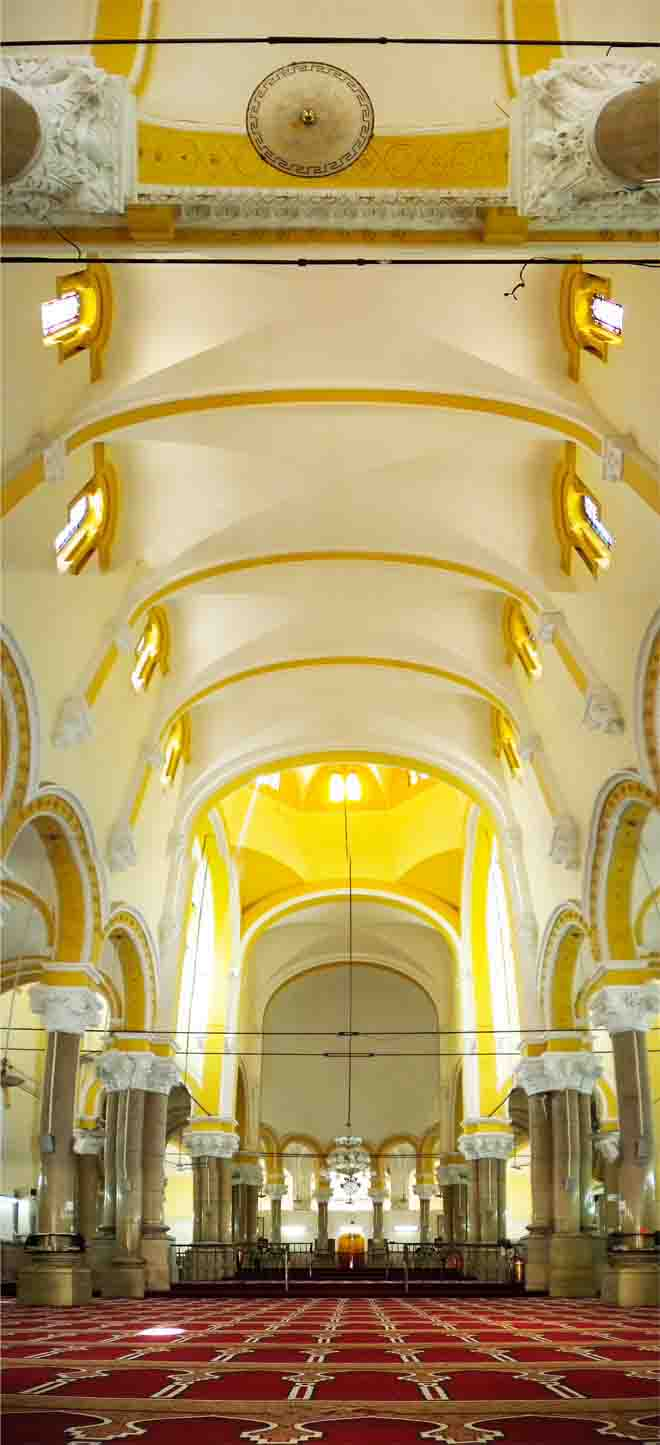
مسجد الرحمة
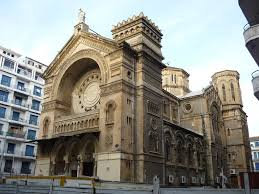
مسجد الرحمة
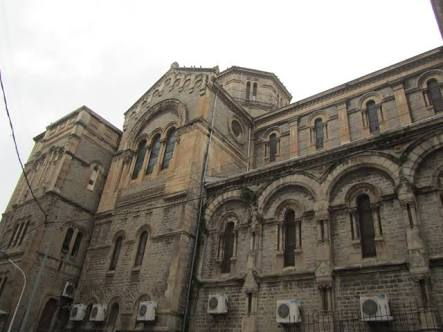
مسجد الرحمة

## بوزريعة

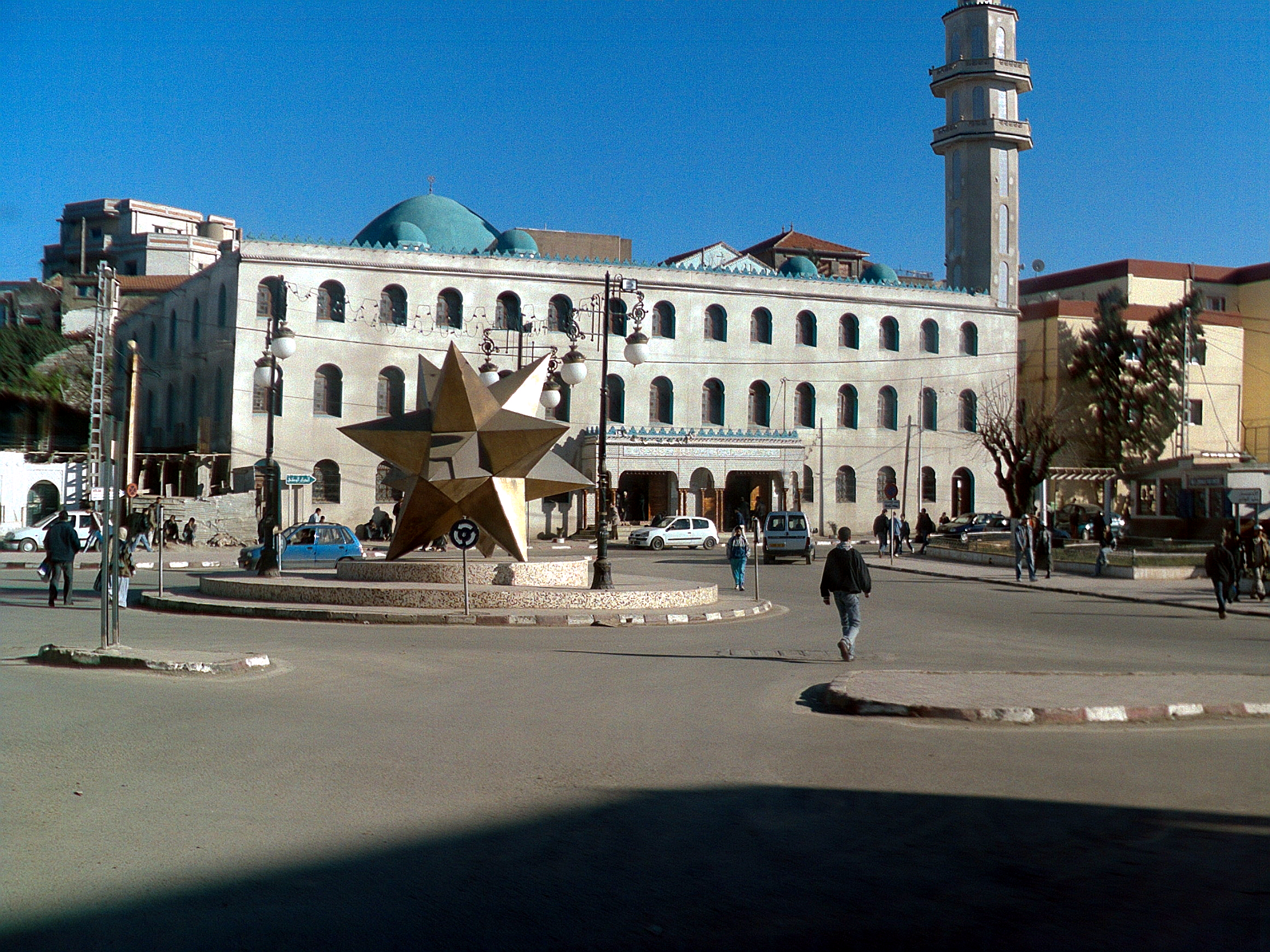
مسجد بوزريعة

## دار البيضاء

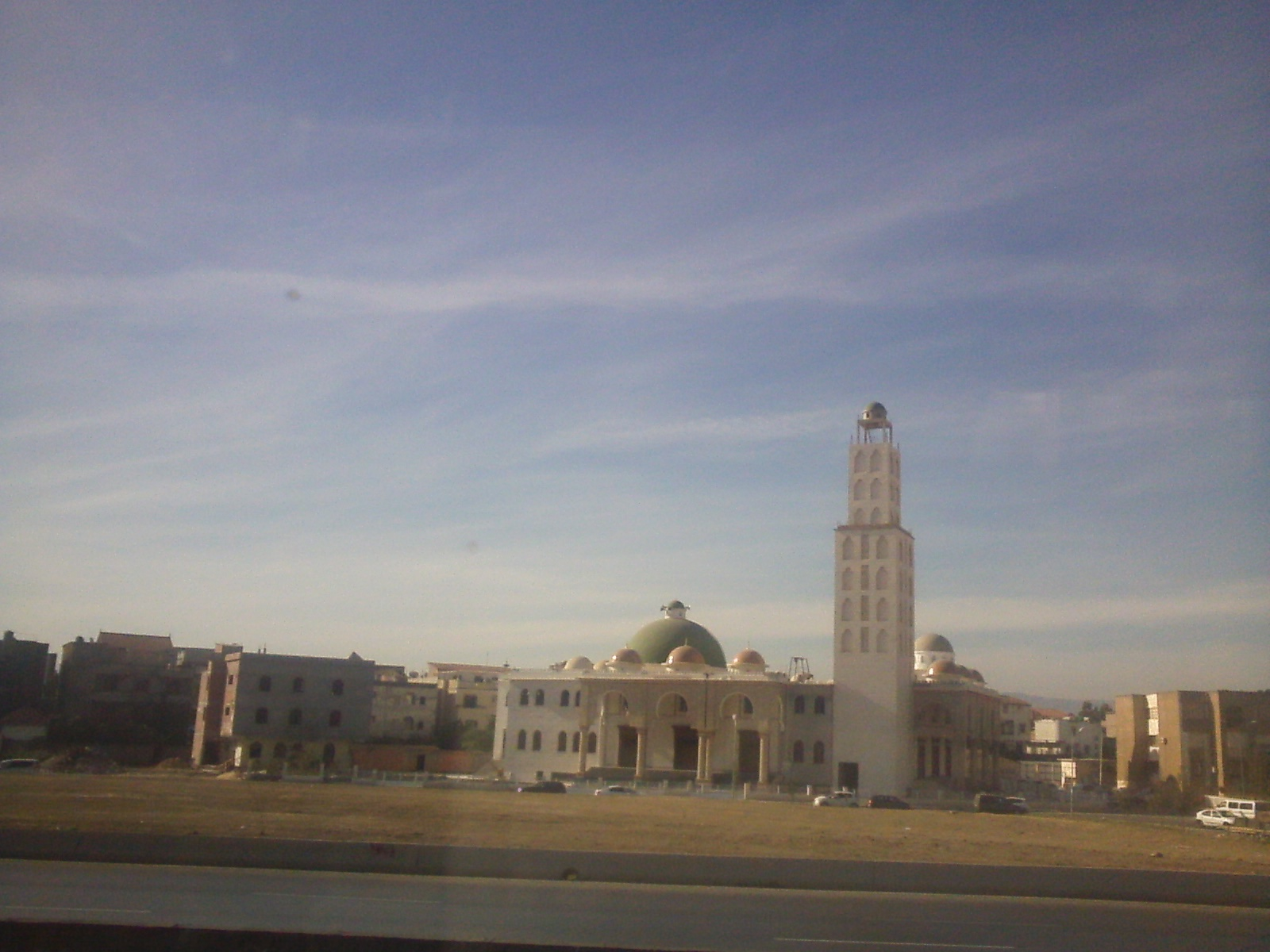
مسجد محمد كتو

## باش جراح

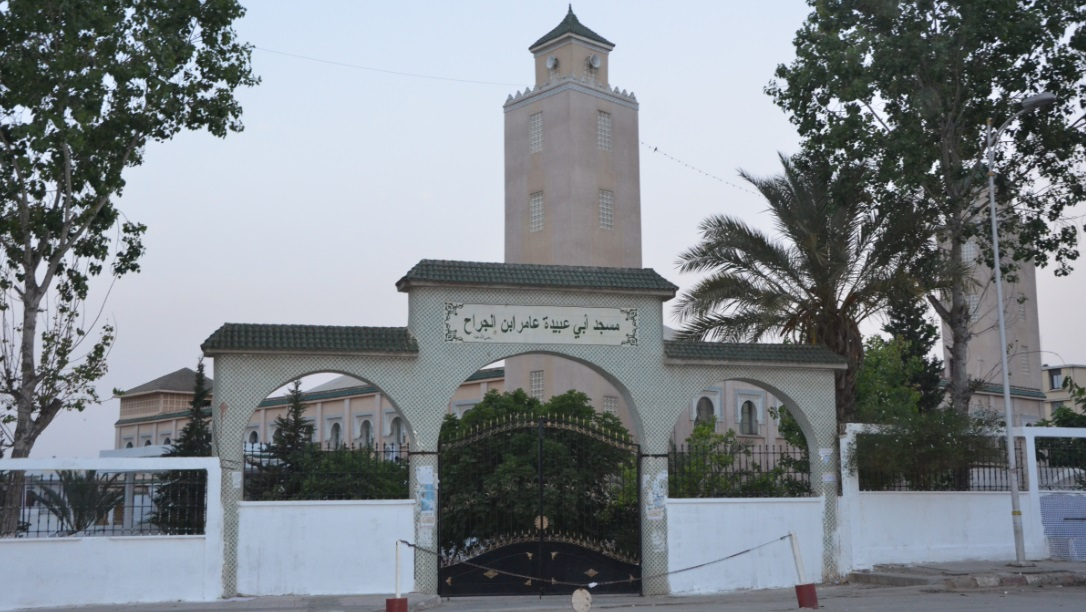
مسجد أبو عبيدة بن الجراح

## براقي

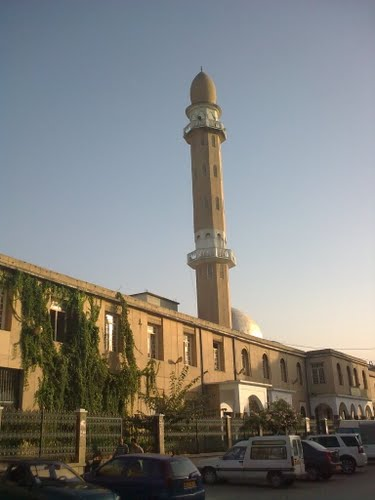
مسجد البشير الإبراهيمي

## بلوزداد
- مسجد بلوزداد

## درارية

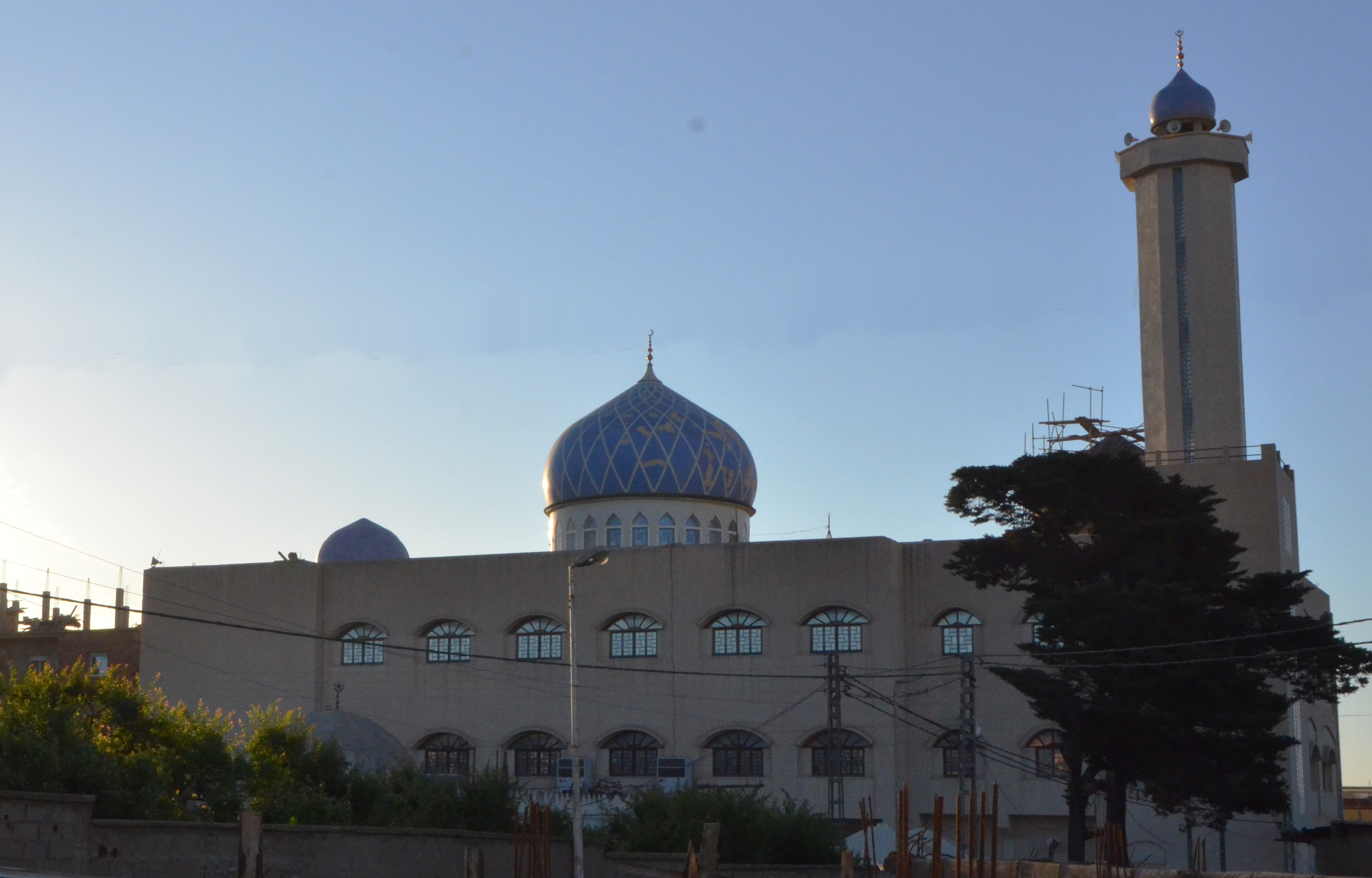
مسجد السبالة

## المدنية

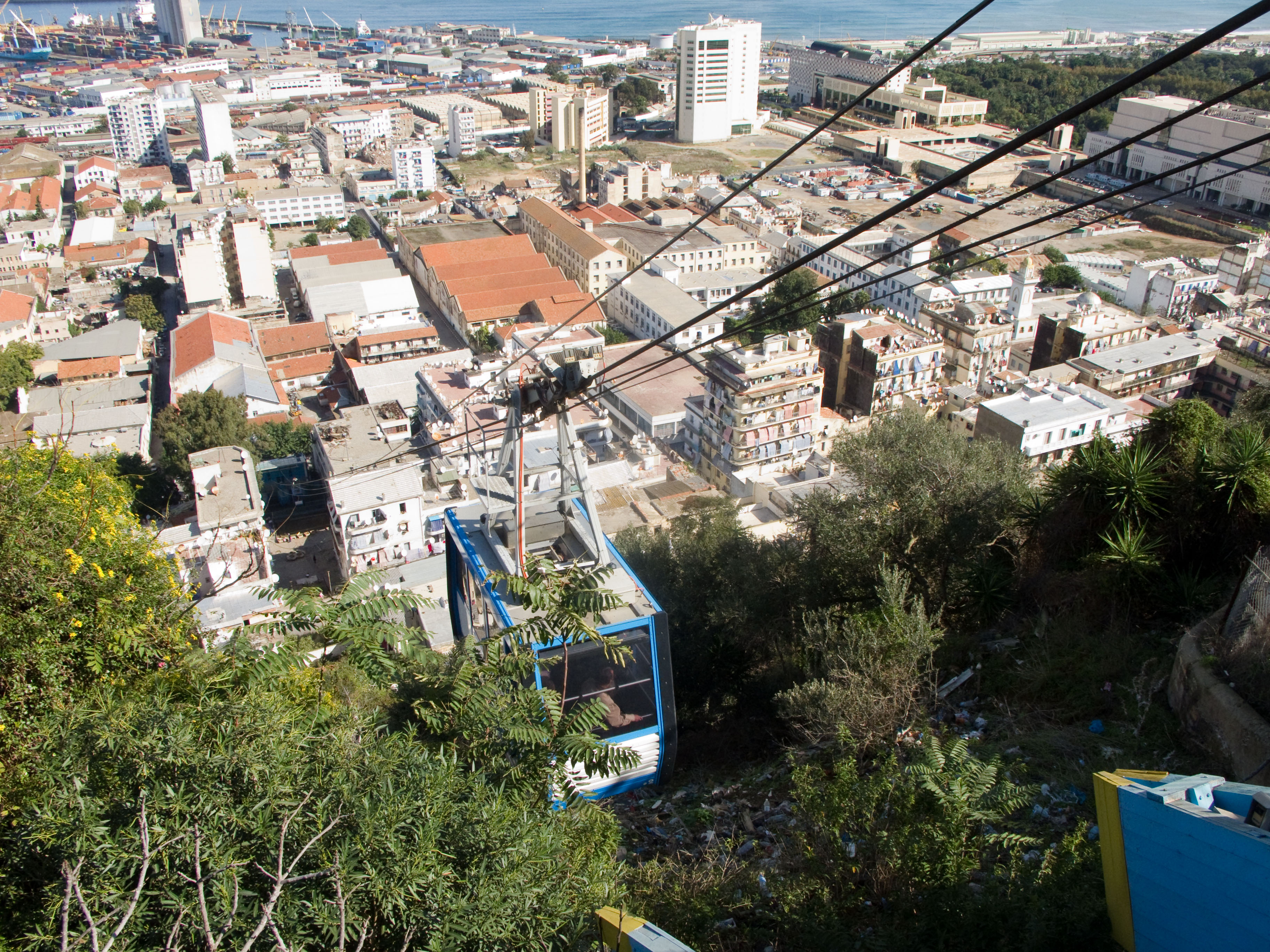
مسجد المدنية

## الحمامات

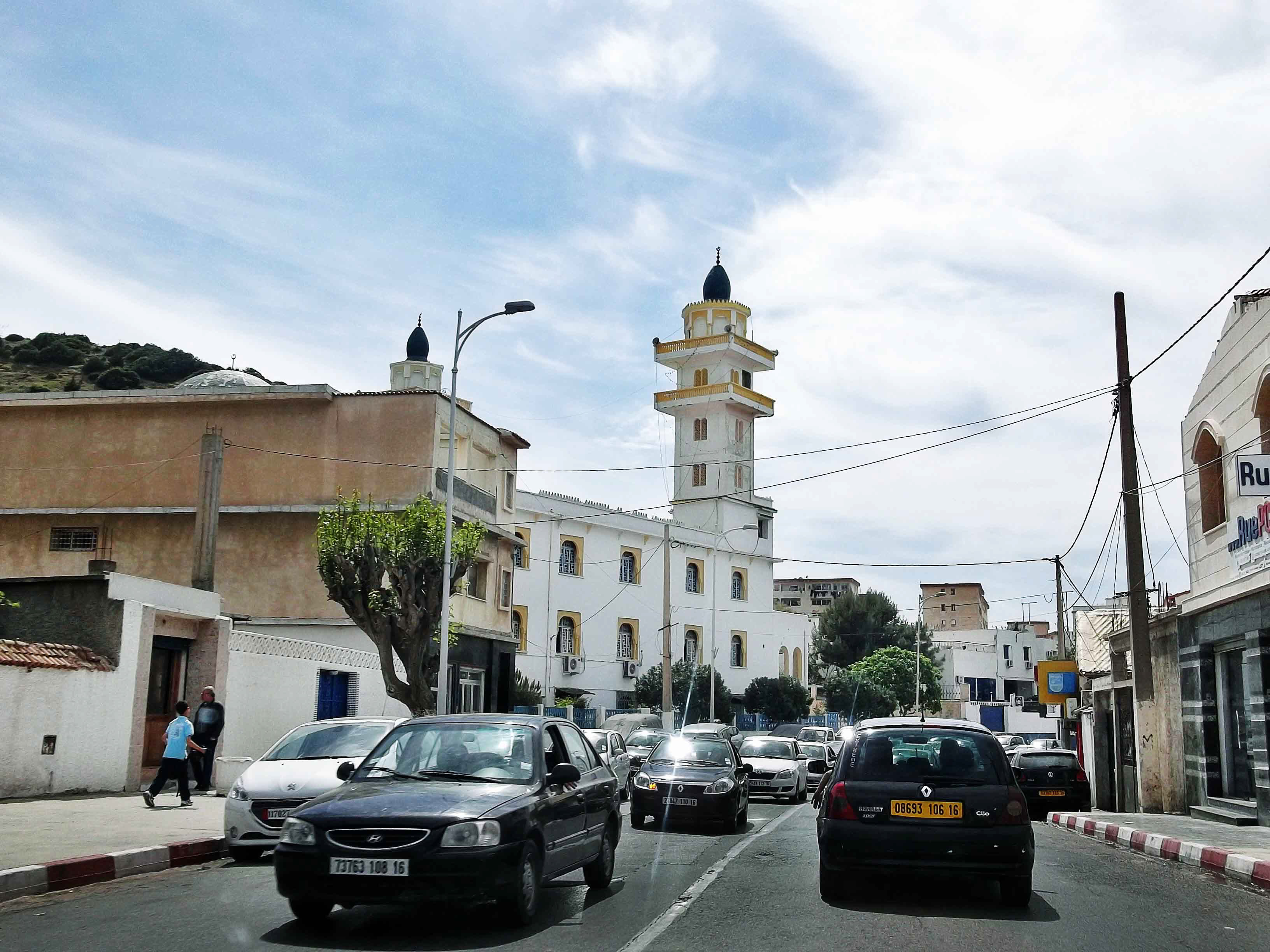
مسجد الحمامات

## مقالات ملحقة
- بلديات ولاية الجزائر
- الأوقاف في الجزائر
- قائمة المساجد في الجزائر
- المجمع الفقهي الجزائري
- ملتقى الفقه المالكي
- مديرية الشؤون الدينية والأوقاف لولاية الجزائر
- المركز الثقافي الإسلامي لولاية الجزائر
- اللجنة الوطنية لمراقبة الأهلة